# 牛頓 (北卡羅萊納州)
牛頓（英語：Newton）是一個位於美國北卡羅萊納州卡托巴縣的城市，為牛頓縣的縣治。

## 人口
根據2020年美國人口普查的數據，牛頓的面積為35.87平方千米，當中陸地面積為35.73平方千米，而水域面積為0.14平方千米。當地共有人口13148人，而人口密度為每平方千米367人。